# Cynanchum erikseniae
Cynanchum erikseniae är en oleanderväxtart som beskrevs av G. Morillo. Cynanchum erikseniae ingår i släktet Cynanchum och familjen oleanderväxter. Inga underarter finns listade i Catalogue of Life.